# Troche
Troche (okzitanisch Trocha) ist eine französische Gemeinde im Département Corrèze am westlichen Rand des Zentralmassivs. Die Einwohner nennen sich Trochois, Mehrzahl Trochoises.

## Geografie
Tulle, die Präfektur des Départements, liegt ungefähr 40 Kilometer südöstlich, Brive-la-Gaillarde etwa 35 Kilometer leicht südöstlich und Uzerche rund 17 Kilometer nordöstlich.  Das Gemeindegebiet wird östlich und südöstlich von der Loyre, einem Zufluss der Vézère, begrenzt.

### Nachbargemeinden
Nachbargemeinden von Troche sind Les Trois-Saints im Norden und Nordosten, Vigeois im Osten, Orgnac-sur-Vézère im Südosten, Beyssac im Südwesten und Westen sowie Lubersac im Nordwesten.

### Verkehr
Die Anschlussstelle 45 zur Autoroute A20 liegt etwa 15 Kilometer östlich.

## Wappen
Beschreibung: Das Wappen ist geviert, auf blauem Feld in 1 und 4 drei silberne Türme, die anderen Felder in Blau mit sechs silbernen Balken und davor einen roten Löwen.

## Bevölkerungsentwicklung
| Jahr      | 1962 | 1968 | 1975 | 1982 | 1990 | 1999 | 2007 | 2017 |
| Einwohner | 632  | 683  | 629  | 558  | 528  | 486  | 515  | 557  |